# Barbara Roles
Barbara Ann Roles, po mężu Pursley, następnie Williams (ur. 6 kwietnia 1941 w San Mateo) – amerykańska łyżwiarka figurowa, startująca w konkurencji solistek. Brązowa medalistka olimpijska ze Squaw Valley (1960), brązowa medalistka mistrzostw świata (1960) oraz mistrzyni Stanów Zjednoczonych (1962). Następnie trenerka łyżwiarstwa figurowego w Delaware.

## Życiorys
Roles była główną konkurentką Carol Heiss na zawodach krajowych w latach 50. XX w, z którą regularnie przegrywała. W 1960 roku, po zdobyciu srebrnego medalu na mistrzostwach Stanów Zjednoczonych, zdobyła brąz na igrzyskach olimpijskich w Squaw Valley, a następnie brąz na mistrzostwach świata (na obu mistrzostwach złoty medal zdobyła Heiss). Tuż po tym, w wieku 19 lat zakończyła karierę sportową i wyszła za mąż, przybierając nazwisko Pursley. 
24 czerwca 1961 roku urodziła córkę Shelley, ale tuż po tym została poproszona przez amerykańską federację o powrót do łyżwiarstwa figurowego. Było to spowodowane katastrofą lotu Sabena 548, w której zginęła cała, 18-osobowa reprezentacja Stanów Zjednoczonych podróżująca do Pragi na mistrzostwa świata 1961. Amerykańska federacja chciała, aby kolejne pokolenie młodych amerykańskich łyżwiarzy miało wsparcie w doświadczonych zawodnikach. Roles-Pursley wróciła w sezonie 1961/1962, zdobywając tytuł mistrzyni Stanów Zjednoczonych. Została tym razem pierwszą amerykańską solistką, która zdobyła ten tytuł w trzech kategoriach wiekowych – Novice, junior i senior. Następnie zajęła 5. lokatę na mistrzostwach świata. Sezon 1962/1963 opuściła ze względu na drugą ciążę i narodziny jej syna Ronalda. Roles powróciła w kolejnym sezonie, walcząc o kwalifikację na igrzyska olimpijskie 1964, ale po zajęciu dopiero piątego miejsca na mistrzostwach Stanów Zjednoczonych postanowiła definitywnie zakończyć karierę.
Następnie Roles-Pursley występowała przez krótki czas w rewii łyżwiarskiej Ice Capades. W kolejnych latach rozwiodła się i ponownie wyszła za mąż, zostając przy tym macochą łyżwiarza figurowego Scotta Williamsa.
Później została trenerką łyżwiarstwa figurowego, wśród jej uczniów była mistrzyni świata 1983 Rosalynn Sumners, Lisa-Marie Allen, Wendy Burge, Nicole Bobek, Scott Williams, Charlene Wong i Geoffry Varner.

## Osiągnięcia
| Zawody                           | 1956           | 1957           | 1958           | 1959           | 1960           | 1961           | 1962           | 1963           | 1964           |                |                |                |                |                |                |                |                |
| Międzynarodowe                   | Międzynarodowe | Międzynarodowe | Międzynarodowe | Międzynarodowe | Międzynarodowe | Międzynarodowe | Międzynarodowe | Międzynarodowe | Międzynarodowe | Międzynarodowe | Międzynarodowe | Międzynarodowe | Międzynarodowe | Międzynarodowe | Międzynarodowe | Międzynarodowe | Międzynarodowe |
| -------------------------------- | -------------- | -------------- | -------------- | -------------- | -------------- | -------------- | -------------- | -------------- | -------------- | -------------- | -------------- | -------------- | -------------- | -------------- | -------------- | -------------- | -------------- |
| Igrzyska olimpijskie             |                |                |                |                | 3              |                |                |                |                |                |                |                |                |                |                |                |                |
| Mistrzostwa świata               |                |                |                | 5              | 3              |                | 5              |                |                |                |                |                |                |                |                |                |                |
| Krajowe                          |                |                |                |                |                |                |                |                |                |                |                |                |                |                |                |                |                |
| Mistrzostwa Stanów Zjednoczonych | 1 N            |                | 1 J            | 3              | 2              |                | 1              |                | 5              |                |                |                |                |                |                |                |                |